# Metachelifer macrotuberculatus
Metachelifer macrotuberculatus är en spindeldjursart som först beskrevs av Krumpál 1987.  Metachelifer macrotuberculatus ingår i släktet Metachelifer och familjen tvåögonklokrypare. Inga underarter finns listade i Catalogue of Life.